# Chrystian (hrabia Waldeck-Wildungen)
Chrystian I von Waldeck (ur. 25 grudnia 1585 Eisenberg, zm. 31 grudnia 1637 w Waldeck) – hrabia Waldeck-Wildungen.

## Życie
Chrystian był synem hrabiego Waldeck-Eisenberg Jozjasza I (1554–1588) i jego żony Marii von Barby (1563–1619). Był odpowiedzialny za szczególnie gwałtowną serię procesów czarownic w Wildungen, która rozpoczęła się w 1629 roku i trwała do 1632. Pochłonęła ona 29 ofiar, w tym ciężarną Elżbietę Berg, żonę sekretarza hrabiego.

## Rodzina i dzieci
18 listopada 1604 roku ożenił się z Elżbietą (1584–1661), córką hrabiego Jana VII Nassau-Siegen i jego żony Magdaleny von Waldeck-Wildungen. Mieli 16 dzieci:
- Maria Magdalena (1606–1671) ∞ 1623 hrabia Szymon VII Lippe
- Zofia Julianna (1607–1637) ∞ 1633 hrabia Hermann von Hessen-Rotenburg (syn landgrafa Maurycego von Hessen-Kassel)
- Anna Augusta(1608–1658) ∞ 1627 hrabia Jan zu Sayn-Wittgenstein
- Elżbieta (1610–1647) ∞ 1634 hrabia Wilhelm von Daun-Falkenstein
- Maurycy (1611–1617)
- Katarzyna (1612–1649) ∞ 1631 hrabia Szymon Ludwik zu Lippe ∞ 1641 książę Filip Ludwig von Holstein-Wiesenburg
- Filip VII Waldeck-Wildungen (1613–1645) ∞ 1634 hrabina Anna Katarzyna von Sayn-Wittgenstein
- Krystyna (1614–1679) ∞ 1642 hrabia Ernst von Sayn-Wittgenstein-Homburg
- Dorota (1616–1661) ∞ 1641 hrabia Emryk XIII von Leiningen-Falkenburg
- Agnieszka (1617–1651) ∞ 1650 hrabia Jan Filip III von Leiningen-Dagsburg
- Sybilla (1619–1678) ∞ 1643 hrabia Fryderyk Emryk von Leiningen-Dagsburg
- Johanna Agata (1620–1636)
- Gabriel (1621–1624)
- Jan II Waldeck-Landau (1623–1680) ∞ 1644 hrabina Aleksandra Marie von Veblen-Meggen ∞ 1655 Henrietta Dorota Hessen-Darmstadt
- Ludwika (1624–1665) ∞ 1647 Gerhard Ludwik von Effern